# Gedenkstätten des Völkermordes: Nyamata, Murambi, Gisozi und Bisesero
Gedenkstätten des Völkermordes: Nyamata, Murambi, Gisozi und Bisesero ist der Titel einer von der UNESCO gelistete Stätte des Weltkulturerbes in dem ostafrikanischen Staat Ruanda. Die Stätte umfasst vier Gedenkstätten an den Völkermord in Ruanda in Nyamata, Murambi, Gisozi und Bisesero.

## Hintergrund
Langjährige ethnische Konflikte zwischen der Bevölkerungsmehrheit der Hutu, die auch die Regierung Ruandas stellte, und der Minderheit der Tutsi und ihrer Rebellenbewegung Ruandische Patriotische Front (RPF) führten nach dem Abschuss eines Flugzeugs, mit dem der damalige Präsident Juvénal Habyarimana am 6. April 1994 von einem Auslandsbesuch heimkehrte, zu einem Völkermord. Das Attentat wurde den Tutsi zur Last gelegt, und extremistische Hutu aus Präsidentengarde, Armee, Polizei, Milizen und der Zivilbevölkerung ermordeten bis Mitte Juli 1994 etwa 800.000 bis 1.000.000 Menschen. Dem Genozid fielen etwa 75 Prozent der in Ruanda lebenden Tutsi zum Opfer, ebenso etwa ein Drittel der Twa. Auch moderate Hutu, die sich nicht beteiligten wollten oder sich aktiv gegen die Gewalt einsetzten, wurden umgebracht.
Nach dem Attentat auf Habyarimana flammte  der Bürgerkrieg zwischen der RPF und Regierungstruppen wieder auf. Es gelang der RPF, bis Mitte Juli den Großteil Ruandas zu erobern. Sobald sie in einer Region die Macht übernahm, hörten dort die Völkermordaktionen auf. Dafür kam es zu einer Massenflucht von Hutu in das benachbarte Zaire. Die RPF übernahm die Regierung und versuchte unter Präsident Paul Kagame eine Politik des Wiederaufbaus und der Versöhnung.
Seit 1995 wurden in mehreren Landesteilen Gedenkstätten zur Erinnerung an den Völkermord errichtet. Dabei wurden teilweise auf bestehende Gebäude zurückgegriffen, in denen und in deren Umgebung Massaker stattgefunden haben, wie z. B. eine Kirche in Nyamata oder die Technikschule von Murambi. Andere Gedenkstätten, darunter die in Bisesero und Gisozi, wurden neu erbaut. Außer den Gebäuden, in denen einige Überreste von Opfern und andere materielle Zeugnisse des Völkermords ausgestellt sind, darunter Speere, Macheten, Keulen, Messer und Fotografien einiger Opfer, gibt es an den einzelnen Stätten auch große Gräberfelder, in denen die Leichen der Opfer vor Ort und aus der Umgebung begraben sind.

## Eintragung
Ruanda ist der Welterbekonvention 2000 beigetreten. 2012 wurden stellvertretend vier der Gedenkstätten des Völkermordes als erster Vorschlag auf der Tentativliste von Ruanda eingetragen.
Zur Begründung der herausragenden universellen Bedeutung wurde angeführt:
Die vorgeschlagenen Gedenkstätten sind zum einen Zeugnis menschlicher Intoleranz gegeneinander und zum anderen ein Symbol für die Entschlossenheit, ein Wiederauftreten des Völkermords in Ruanda sowie anderswo zu verhindern. Daher ist die Anerkennung dieser Stätten als Mahnmal der Menschheit eine wirksame Strategie zur Bekämpfung des Verbrechens des Völkermords und des Verbrechens gegen die Menschlichkeit, der Völkermordideologie und der Leugnung.
2023 wurden diese Gedenkstätten aufgrund eines Beschlusses der 45. Sitzung des Welterbekomitees unter der Bezeichnung Gedenkstätten des Völkermordes: Nyamata, Murambi, Gisozi und Bisesero in die Liste des UNESCO-Welterbes eingetragen. Die Eintragung erfolgte aufgrund des Welterbe-Kriteriums (vi).

## Einzelstätten
Die Welterbestätte umfasst vier Einzelstätten, die insgesamt eine Fläche von 24,65 Hektar haben. Die Pufferzonen, von denen die Einzelstätten umgeben sind, haben insgesamt eine Fläche von 136,16 Hektar.
| Name                       | Lage                                                   | Fläche [ha] | Pufferzone [ha] | Anmerkungen | Bild           |
| -------------------------- | ------------------------------------------------------ | ----------- | --------------- | --- | -------------- |
| Nyamata Genocide Memorial  | Nyamata Distrikt Bugesera Ostprovinz (Geokoordinaten)  | 0,51        | 7,74            | Die ehemalige Kirche von Nyamata steht stellvertretend für viele andere Kirchen, in denen Tutsi Schutz gesucht hatten und dennoch massakriert wurden. In dieser 1980 erbauten Kirche wurden etwa 10.000 Tutsi ermordet. Neben der Kirche liegt eine Begräbnisstätte von etwa 50.000 hier und in der Umgebung ermordeten Menschen. | weitere Bilder |
| Murambi Genocide Memorial  | Murambi Distrikt Nyamagabe Südprovinz (Geokoordinaten) | 9,55        | 5,49            | Zahlreiche Tutsi suchten Schutz in der Murambi Technical School, die auf einem Hügel lag, auf dem auch französische Soldaten stationiert waren. Die Soldaten zogen sich jedoch zurück, und die Tutsi wurden von Kämpfern der Interahamwe-Miliz angegriffen und massakriert. Neben den als Ausstellungsgebäude dienenden ehemaligen Schulgebäuden liegt eine Begräbnisstätte von etwa 50.000 hier ermordeten Menschen. | weitere Bilder |
| Kigali Genocide Memorial   | Gisozi Distrikt Gasabo Provinz Kigali (Geokoordinaten) | 7,95        | 16,99           | In Gisozi, etwa 3 km vom Stadtzentrum der Hauptstadt Kigali entfernt, liegt die größte der Gedenkstätten. Sie wurde ab 2000 durch den Aegis Trust errichtet und im April 2004, 10 Jahre nach Beginn des Völkermords, eingeweiht. Neben dem Dokumentations- und Ausstellungszentrum liegt eine Begräbnisstätte von über 300.000 in Kigali und seiner Umgebung ermordeten Tutsi. | weitere Bilder |
| Bisesero Genocide Memorial | Bisesero Distrikt Karongi Westprovinz (Geokoordinaten) | 6,64        | 105,94          | In Bisesero flohen zahlreiche Tutsi auf einen Hügel, von dem aus sie sich eine Zeitlang mit Steinwürfen und Speeren gegen die Angreifer verteidigen und von diesen sogar einige Gewehre erbeuten konnten. Auf dem Hügel befindet sich neben den durch eine fast 300 m lange Treppe miteinander verbundenen Gebäuden der Gedenkstätte eine Begräbnisstätte von etwa 40.000 hier ermordeten Tutsi. Am Fuß des Hügels liegt das Denkmal des Widerstandes mit den Waffen, mit denen sich die Opfer verteidigten. Aus einem mit Steinen gefüllten Mauerring ragen neun Speere heraus. | weitere Bilder |